# Yacimiento de Son Fornés
Son Fornés es un yacimiento arqueológico de era prehistórica. Está ubicado en las inmediaciones de la localidad española de Montuiri, en la isla de Mallorca, la mayor de las Baleares. Tiene una historia de unos tres mil años. Fue construido en la época talayótica (siglo X a. C.) y se mantuvo hasta mediados del siglo VII a. C. El período talayótico fue, sin duda, el de máxima ocupación de este enclave prehistórico. Se mantuvo habitado casi ininterrumpidamente hasta el siglo I, a partir de entonces recibió visitas esporádicas durante el periodo bizantino e islámico. Se encuentra parcialmente excavado, especialmente la zona central, y en un buen estado de conservación. En cuanto al acceso al yacimiento, este es muy sencillo.  Es perfectamente visible y se puede acceder por carretera en coche y luego a pie por el camino, de unos cien metros. Se trata de una construcción con carácter de hábitat.

## Localización
Son Fornés se encuentra a unos 2,5 km al noroeste de Montuiri. Esta zona se caracteriza por un relieve interno llano, con colinas de alturas inferiores a los 200 m, exceptuando el macizo de Randa (543 metros sobre el nivel del mar). El yacimiento en cuestión se encuentra en una de estas colinas (de unos 130 m) rodeado por terrenos de uso agrícola, ganadero y forestal. Tiene una extensión total de, aproximadamente, tres hectáreas. 
Se trata de un yacimiento público siempre abierto para la visita de turistas, o cualquier interesado en examinar un enclave prehistórico. Se encuentra en las proximidades de Montuiri, municipio situado a unos treinta kilómetros de Palma de Mallorca. Ha de tomarse el Desdoblamiento de Manacor (Ma-15) y salir en la intersección con la carretera Ma-3200. A la derecha de esta, que se dirige hacia el pueblo de Pina, algo antes del cruce con la vía transversal que une las localidades de Algaida y Sant Joan. Sus coordenadas exactas son X:497191 y Y: 4381583. 
El acceso al yacimiento es sencillo, en el transcurso del viaje por carretera se encuentran diversos carteles que señalizan la dirección hacia Son Fornés y el camino a pie desde la carretera al yacimiento está en buen estado. Recorrerlo lleva menos de cinco minutos.

Panorámica de Son Fornés.

## Estado de las estructuras
Del momento cumbre del yacimiento, es decir, de época talayótica, se conservan dos talayots de planta circular  y siete habitaciones, además de un fragmento de muralla. El grado de conservación del poblado en su totalidad correspondiente a la época talayótica es de 2,53 sobre 5.

### Talayot 1

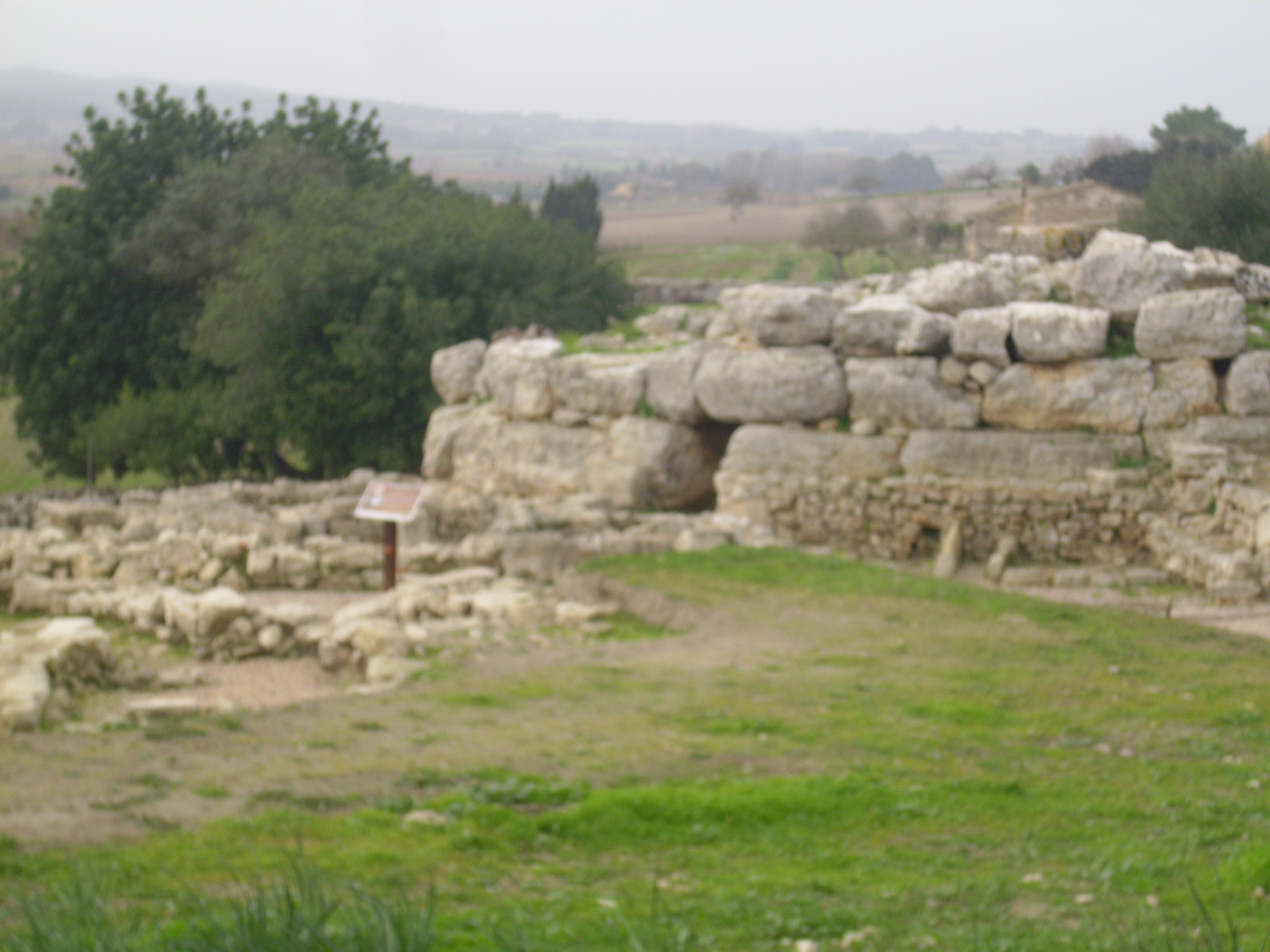
Talayot 1.

Se trata de una construcción de planta circular y elaborada con la técnica ciclópea. De todos modos, hay que destacar que en todos los talayots del conjunto se usaron piedras más pequeñas para nivelar. Este es el talayot más grande de Mallorca, situado al suroeste del poblado, con un diámetro de 17 m. Su altura máxima es de 3,5 m y la mínima de 0,26 m, dándole al conjunto una media aproximada de 1,88 m. En cuanto al grado de conservación de la estructura se asigna un 5 sobre 10 por considerar  que hay evidencias de configuración y materiales mayor de un 90%.

### Talayot 2

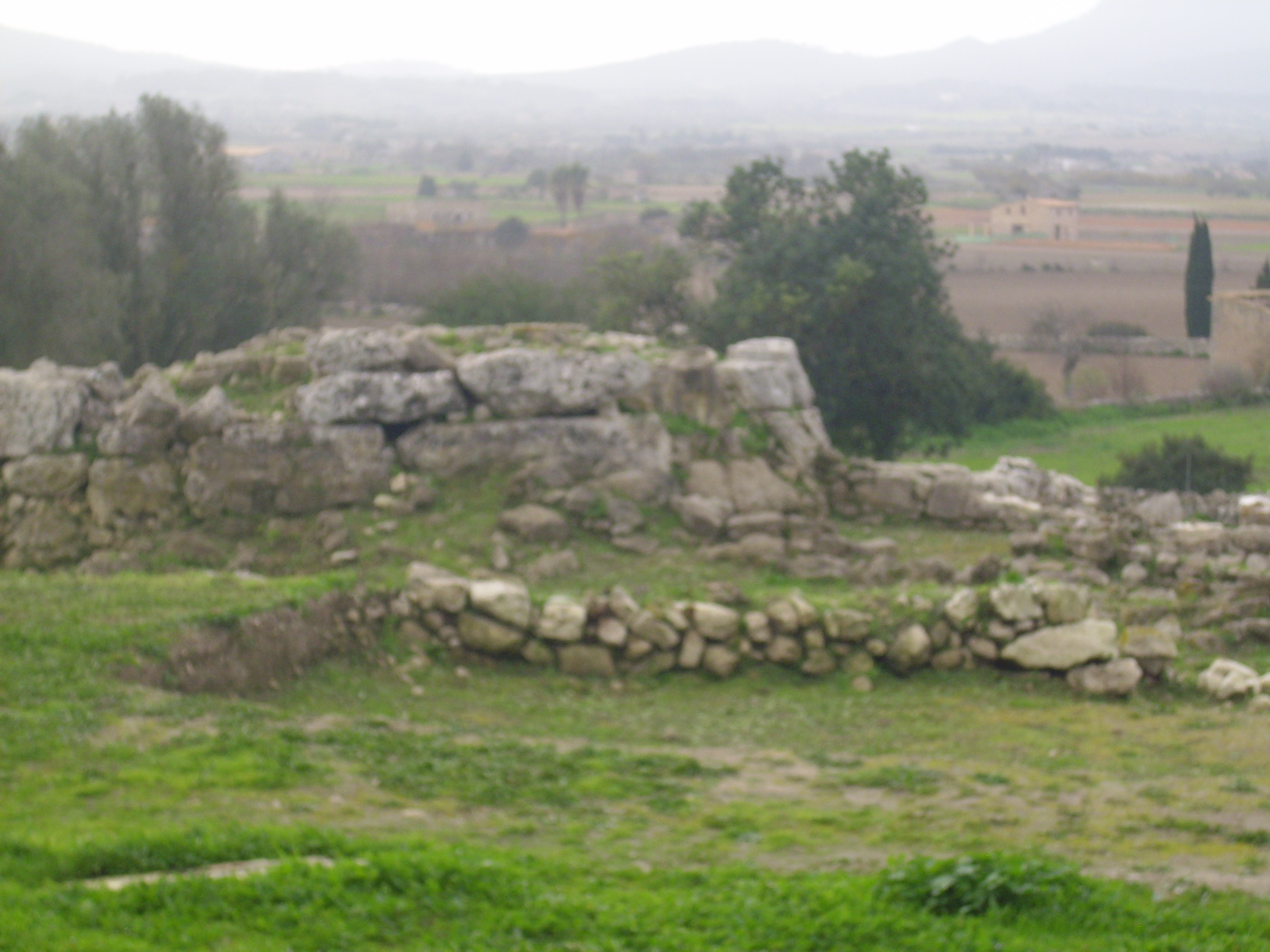
Talayot 2.

Está situado a 28 metros al este del talayot 1. También presenta planta circular, esta de 12 m de diámetro.Construida por medio de la técnica ciclópea la dimensión media de  sus bloques es de 0,63 m de anchura y 1,65 m de longitud. La altura máxima de la unidad es de 2,10 m y la mínima de 1,50 m, con una media de 1,80 m. En cuanto al estado de conservación se le asigna un 4 sobre 10 por presentar evidencias de configuración y materiales entre un 50 y un 90%.

### Habitación 1
Presenta una planta irregular. Solo se conservan tres paredes, una de ellas adosada al muro del talayot 1. Con una técnica constructiva de piedra mediana en seco, sus bloques presentan una dimensión media de 0,29 m de anchura y 0,47 m de longitud. La longitud de la unidad es de 9 m y la anchura de 5,40 m. La altura máxima  es de 0,96 m y la mínima de 0,57 m, dando una media aproximada de 0.77 m. Muestra un grado de conservación de 3 sobre 10,  ya que, las evidencias de configuración y materiales se encuentran entre un 10 y un 50%.

### Habitación 2
Presenta una planta irregular. La habitación es rectangular, excepto la pared adosada al talayot 1, que es convexa. Las paredes paralela y perpendicular al talayot presentan esquinas redondeadas. Con una técnica constructiva de piedra mediana en seco, sus bloques presentan una dimensión media de 0,41 m de anchura y 0,32 m de longitud. La longitud de la unidad es de 9,40 m y la anchura de 7,40 m. La altura máxima  es de 0,80 m y la mínima de 0,20 m, dando una media aproximada de 0.50 m.
Con una columna central, una escalera de acceso, una cisterna y el hogar en el centro, muestra un grado de conservación similar al de la habitación 1. Desde ella se accede a la habitación 3.

### Habitación 3
Presenta una  planta rectangular. El acceso únicamente puede llevarse a cabo por la habitación dos, ya que no existe otra entrada. La técnica constructiva es de piedra mediana en seco, sus bloques presentan una dimensión media de 0,34 m de anchura y 0,91 m de longitud. La longitud de la unidad es de 8,75 m y la anchura de 7,83 m. La altura máxima  es de 1,10 m y la mínima de 0,16 m, dando una media aproximada de 0.63 m.
En el interior se localizan dos columnas, alrededor de una de ellas hay pavimento.  Cuenta con un grado de conservación similar al de la habitación 1 y 2. 

### Habitación 4
Presenta una planta irregular.  Se encuentra incompleta, la pared opuesta al talayot 1, al cual se encuentra adosada, no se conserva. Con una técnica constructiva de piedra mediana en seco, sus bloques presentan una dimensión media de 0,16 m de anchura y 0,27 m de longitud. La longitud de la unidad es de 5 m y la anchura de 4,60 m. La altura máxima  es de 1,25 m y la mínima de 0,15 m, dando una media aproximada de 0.70 m.
Tiene  un grado de conservación de 2 sobre 10, con evidencias de configuración y materiales inferior al 10%.

### Habitación 5
Presenta una planta rectangular. Es la más grande del conjunto. Con una técnica constructiva de piedra mediana en seco, sus bloques presentan una dimensión media de 0,29 m de anchura y 0,79 m de longitud. La longitud de la unidad es de 10 m y la anchura de 8,60 m. La altura máxima  es de 0,98 m y la mínima de 0,28 m, dando una media aproximada de 0.63 m.
Se encuentra dividida transversalmente en dos partes. A una de ellas se accede por una escalera. La otra, se vuelve a dividir en dos. En el centro, el hogar. Tiene  un grado de conservación de 3 sobre 10,  ya que, las evidencias de configuración y materiales se encuentran entre un 10 y un 50%.

### Habitación 6
Presenta una planta irregular. La pared perpendicular al talayot 2, al que se encuentra pegada, es recta y la paralela es semicircular. Con una técnica constructiva de piedra mediana en seco en el interior y ciclópea en el exterior. Dado el grado de deterioro y, por estar apuntaladas y con peligro de derrumbe, no se pueden tomar medidas de los bloques. La longitud de la unidad es de 8,7 m y la anchura de 9,40 m. La altura máxima  es de 1,50 m y la mínima de 0,22 m, dando una media aproximada de 0.86 m.
Tiene  un grado de conservación  de 2 sobre 10, con evidencias de configuración y materiales inferior al 10%.

### Habitación 7
Presenta una planta rectangular. Está incompleto ya que solo se conservan dos de las cuatro paredes. Se encuentra junto a la habitación 1. Con una técnica constructiva de piedra mediana en seco, sus bloques presentan un tamaño medio de 0.26 m de anchura y 0,53 m de longitud. La longitud de la unidad es de 3 m y la anchura de 3.70 m. La altura máxima  es de 1 m y la mínima de 0,14 m, dando una media aproximada de 0.57 m. 
Tiene  un grado de conservación  de 2 sobre 10, con evidencias de configuración y materiales inferior al 10%.

### Muralla

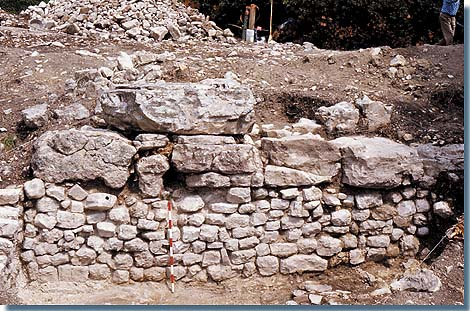
Muralla de Son Fornés.

Tiene una estructura lineal (hilada de piedras). Se localiza delimitando el yacimiento por el oeste. La técnica constructiva usada para su elaboración fue la ciclópea, con bloques de una dimensión media de 0,49 m de anchura y 1,36 m de longitud. En cuanto a la longitud de la propia unidad, es de 18,05 m y con una anchura de 0,60 m. La altura máxima de la muralla es de 1,20 m y la mínima de 0,26 m, lo que da una media de 0,73 m. 
Su grado de conservación es de 2 sobre 10, con evidencias de configuración y materiales inferior al 10%.

## Excavaciones
La primera excavación arqueológica en el yacimiento de Son Fornés se realizó en el año 1975. Al frente del equipo que la llevó a cabo estaba Vicente Llull Santiago. Antes de la puesta en práctica de este proyecto, tan solo se tienen noticias del poblado gracias a las referencias que de él hace Mascaró Passarius el año 1967 en Monumentos prehistóricos y protohistóricos de Mallorca y Corpus de Toponimia de Mallorca. También se cuenta con alguna información proporcionada por el maestro de Montuiri, Josep Sanz.
A partir de 1975 se han realizado un total de diez campañas de excavación. Estas actuaciones se podrían dividir en tres fases diferentes. La primera comprende las intervenciones realizadas entre 1975 y 1978. El objetivo era determinar la secuencia cronoestratigráfica del yacimiento. Se excavó la zona suroeste del territorio. se hallaron el talayot 1 y las habitaciones de la uno a la cuatro, además de un gran número de cerámicas en superficie de época clásica. A partir de 1979, se centraron en la evolución social de los habitantes de Son Fornés y las excavaciones se dirigieron hacia la zona este/sur-este de la región anteriormente examinada. Se encontró el talayot 2, así como las habitaciones adosadas a este y la entrada al poblado. Las prospecciones tuvieron que detenerse en el año 1988, a causa de la moratoria establecida por el Consejo Insular de Mallorca para realizar la carta arqueológica de la isla. Así, las acciones en la zona se mantuvieron paralizadas durante casi catorce años. Durante este período de tiempo, se determinó la superficie total del yacimiento y se confirmó la presencia de otros yacimientos, poblados y cuevas artificiales de enterramiento en los alrededores de Son Fornés, tales como Sabó o Puig de s'Almudaina, Campanar des Moros y cuevas como Can Calussa o Son Company. En el año 2002, se reanudaron las tareas en el poblado. Desde entonces se ha continuado ampliando la zona ya conocida. Durante las campañas de 2002 y 2003, se amplió la excavación del segundo talayot por la zona norte, oeste, sur y sur-este. También se excavó el interior del talayot 3, al sur-este del 2.

## Conservación y Protección

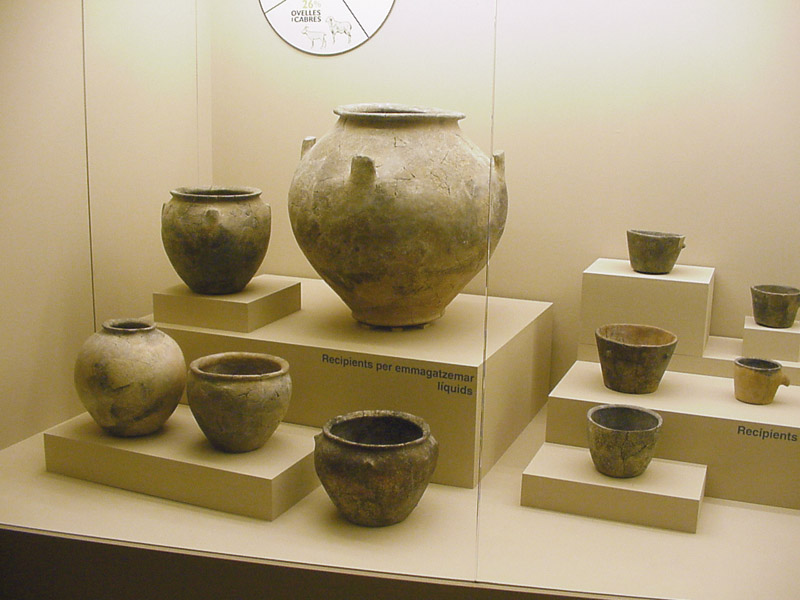
Cerámicas halladas en el yacimiento.

El yacimiento de Son Fornés es el único de carácter prehistórico en Mallorca que cuenta con un programa anual de investigación y difusión patrimonial. El proyecto de mantenimiento fue elaborado por el Museo Arqueológico de Son Fornés y se inició en el año 2003. Aunque hasta el año 2005, cuando se creó la Direcció Insular de Patrimoni Històric, las actuaciones no asumieron la regularidad suficiente para que fueran efectivas. Este plan incluye la limpieza del área excavada y de sus alrededores, el control de la vegetación y el mantenimiento y adecuación de las zonas de acceso.
En cuanto a la vegetación, se tiende a limpiar manualmente usando la hoz, piquetas, tijeras de podar y rastrillos. En cuanto al uso de herbicidas, solo se aplican después de épocas de lluvia y en zonas excavadas una vez limpiadas, dado que ningún sector sin excavar puede ser tratado con productos químicos. En las zonas de entrada, se podan los árboles para crear zonas de sombra que favorezcan las visitas al poblado, pero siempre velando por la seguridad del yacimiento.
Para mantener las zonas excavadas en buen estado, se realiza la extracción de los sedimentos acumulados y un control de la integridad de los objetos encontrados. Con el objetivo de conservar un buen acceso al yacimiento se llevan a cabo podas de los árboles, limpiezas mecánicas de la vegetación y  reparaciones de los márgenes mediante la reconstrucción de zonas que se han derrumbado.

## Interpretación
En torno al poblado se localizan una serie de talayots que, situados en las laderas abruptas de las sierras de Son Company, Can Calussa y Sabó al norte, así como el Puig de s'Almudaina al este, se disponen de forma más o menos radial adaptándose a las condiciones orográficas del terreno.
Se cree que el poblado era de los más importantes, por la presencia del T1 y de sus dimensiones, a la vez que constaba de una muralla. Ésta, como construcción imponente, puede interpretarse como una estructura con función defensiva, sin embargo, aunque la sociedad talayótica disponía de armas (espadas, puñales, lanzas), en Son Fornés no se ha encontrado ninguna que delate la existencia de conflictos bélicos habituales. Por ello, y aún sin descartar que la muralla actuara como instrumento de disuasión en caso de un eventual ataque enemigo, al igual que los talayots que actuarían como torres de defensa, es posible que su función principal fuera la de delimitar de forma bien visible el sector habitado y constituir una referencia para su ordenación y planificación interna.
A partir de la época postalayótica, así como anteriormente había tenido una gran importancia, se cree que ya no era uno de los centros políticos principales , sino que fue un centro rural de pequeña envergadura, similar a algunos próximos.